# Top 100 Singlecharts
De Top 100 Singlecharts is de hitlijst van de bestverkochte singles in Duitsland. De hitlijst verschijnt in het Duitse muziektijdschrift Der Musikmarkt en bestaat sinds juni 1959. Destijds verschenen dit blad en de hitlijst maandelijks en varieerde de lengte van de lijst van 20 tot 70 singles. Tegenwoordig wordt er elke week een nieuwe top 100 samengesteld. 

## Geschiedenis
Vanaf december 1953 bestaat er een Duitse hitlijst. Toen publiceerde het tijdschrift Der Automatenmarkt een maandelijkse hitlijst van singles die het meest in jukeboxen gedraaid werden. De eerste nummer 1-hit uit deze lijst was Es hängt ein Pferdehalfter an der Wand van de Nederlandse band Kilima Hawaiians.
In juni 1959 verscheen het nieuwe maandelijkse muziektijdschrift Der Musikmarkt met daarin een hitlijst. Het verschil met de reeds bestaande hitlijst was dat naast de populariteit in jukeboxen ook de verkoop van bladmuziek, airplay en platenverkoop meegewogen werden.
Aanvankelijk varieerde de lengte van de hitlijst van 20 tot 70 noteringen, maar begin 1960 werd een vast formaat ingesteld: een top 50. Af en toe kwam het echter nog voor dat er een paar meer singles genoteerd stonden, maximaal 54. Van 1965 tot en met 1970 werd de lengte van de lijst ingekort tot 40 noteringen en verscheen de lijst halfmaandelijks, elke 1e en 15e dag van de maand. Inmiddels was de samenstelling puur op platenverkoop gebaseerd.
Vanaf 1971 werd de lijst wekelijks samengesteld en werd het weer een top 50. In september 1977 werd de samenstelling van de hitlijst overgenomen door het Duitse bedrijf Media Control. Dit bedrijf fuseerde in 2003 met het marktonderzoeksbureau GfK en als Media Control GfK International verzorgt het momenteel nog steeds de samenstelling van deze lijst. Media Control GfK International zorgt in nog dertien andere landen voor de samenstelling van hitlijsten, waaronder Nederland en België.
Van 1980 tot augustus 1989 was de hitlijst een top 75. Daarna werd het een top 100 en dat is het tot op heden nog. Van 1989 tot 2001 werd in de onderste helft van de top 100 (plaats 51 tot en met 100) airplay meegewogen. Daarnaast werd in 1997 ingevoerd dat wanneer genoteerde singles na negen weken in de onderste helft nog niet naar de top 50 gestegen zijn, ze uit de hitlijst verdwijnen. Vanaf 2002 werden kijkers van muziek meegenemen in de weging en vanaf september 2004 worden downloads ook meegewogen. Per januari 2014 telden ook streamingscijfers mee in de weging, al werden diensten die advertentie gefinancierd werden, zoals YouTube, niet meegeteld. Enkel diensten waar luisteraar een tarief moesten betalen om naar muziek te kunnen luisteren, zoals Spotify deden mee in de weging. Per 2022 werden alle muziekdiensten meegewogen. 

## Samenstelling
De samenstelling van de Top 100 Singlecharts is op de eerste plaats gebaseerd op platenverkoop. Het gaat hierbij om verkoop van zowel fysieke singles als downloads. Dagelijks worden via een elektronisch systeem de verkopen van bijna 3000 (web)winkels, die aan een aantal criteria voldoen, doorgegeven aan Media Control. Als de gegevens van een week binnen zijn, stelt Media Control vervolgens aan de hand van verkoopaantallen en de prijs van de singles een promillage vast per single, waarna de volgorde in de lijst wordt bepaald. Ten slotte controleert Media Control via een aantal criteria of er niet gefraudeerd of gemanipuleerd is.
Dat dit controlesysteem werkt, werd in 2005 bewezen, toen maatregelen werden getroffen nadat Media Control enkele opvallende verkoopaantallen had geconstateerd. Achteraf bleek dat de Duitse producer David Brandes een paar duizend singles die hij zelf gecomponeerd of geproduceerd had, opgekocht had om zo de top 100 te manipuleren en zijn artiesten (o.a. Vanilla Ninja en Gracia) meer bekendheid te geven. De maatregel die genomen werd, was dat alle artiesten van Brandes drie maanden uit de top 100 geweerd werden. Dit had vooral een nadelig effect voor Vanilla Ninja, omdat deze op dat moment hoog genoteerd stond.

## Enkele records
- Boney M. met Rivers of Babylon stond het langst op nummer 1, namelijk 17 weken. Verdammt, ich lieb' Dich van Matthias Reim stond 16 weken op nummer 1.
- Die längste Single der Welt van Wolfgang Petry is het nummer dat het langst in de lijst genoteerd stond, namelijk 82 weken. Deze medley duurt ruim 30 minuten en is daarmee, zoals de titel al doet vermoeden, ook de langste single qua duur die ooit in de Top 100 Singlecharts heeft gestaan.
- The Beatles haalden de meeste nummer 1-hits: 11 in totaal. ABBA kwam 9 keer op nummer 1.